# Втрати 51-го парашутно-десантного полку (РФ)
У статті наведено подробиці втрат 51-го парашутно-десантного полку Збройних сил РФ.

## Перша чеченська війна
| п/п | Прізвище, ім'я, по-батькові                             | Звання  | Дата народження | Дата смерті | Місце смерті |
| --- | ------------------------------------------------------- | ------- | --------------- | ----------- | ------------ |
| 1.  | Гаман Сергій Миколайович (рос. Гаман Сергей Николаевич) | рядовий | 02.11.1975      | 19.12.1994  |              |

## Друга чеченська війна
| п/п | Прізвище, ім'я, по-батькові                                   | Звання            | Дата народження | Дата смерті |
| --- | ------------------------------------------------------------- | ----------------- | --------------- | ----------- |
| 1.  | Ворновський Юрій Васильович (рос. Ворновской Юрий Васильевич) | молодший сержант  | 03.10.1979      | 02.03.2000  |
| 2.  | Пілюгін Дмитро Вікторович (рос. Пилюгин Дмитрий Викторович)   | старший лейтенант | 26.09.1979      | 23.04.2000  |
| 3.  | Газер Віктор Володимирович (рос. Газер Виктор Владимирович)   | молодший сержант  | 11.09.1974      | 23.04.2000  |
| 4.  | Базаєв Аміран (рос. Базаев Амиран)                            | рядовий           | 1980            | 23.04.2000  |
| 5.  | Корчагін Анатолій (рос. Корчагин Анатолий)                    | рядовий           | 1978            | 23.04.2000  |
| 6.  | Холоден Сергій Михайлович (рос. Холоден Сергей Михайлович)    | молодший сержант  | 02.09.1980      | 23.04.2000  |
| 7.  | Князєв Олег Борисович (рос. Князев Олег Борисович)            | сержант           | 15.04.1965      | 23.04.2000  |

## Російсько-українська війна
| п/п | Прізвище, ім'я, по-батькові                                              | Звання                                              | Дата народження | Дата смерті   | Місце смерті       |
| --- | ------------------------------------------------------------------------ | --------------------------------------------------- | --------------- | ------------- | ------------------ |
| 1.  | Яковлєв Артем Сергійович (рос. Яковлев Артём Сергеевич)                  |                                                     | 28.08.1993      | 29.08.2014    |                    |
| 2.  | Карцев Сергій Романович (рос. Карцев Сергей Романович)                   | рядовий                                             | 1.12.1996       | 05.03.2022    |                    |
| 3.  | Денисов Олег Денисович (рос. Денисов Олег Денисович)                     | рядовий                                             | 31.01.2003      | 12.03.2022    |                    |
| 4.  | Щегольков Євген Викторович (рос. Щегольков Евгений Викторович)           | старший сержант, навідник-оператором у розвідзводі. | 02.03.1996      | 13.03.2022    |                    |
| 5.  | Манилюк Денис Олегович (рос. Манилюк Денис Олегович)                     |                                                     |                 | 14.03.2022    | Бучанський район   |
| 6.  | Різатдінов Леонід (рос. Ризатдинов Леонид)                               | лейтенант                                           | 25.02.1998      | 14.03.2022    | Гостомель          |
| 7.  | Решетов Адем Вадимович (рос. Решетов Адэм Вадимович)                     | рядовий                                             | 01.03.1997      | 18.04.2022    |                    |
| 8.  | Колпаков Віталій (рос. Колпаков Виталий)                                 | старший сержант                                     |                 | 21.04.2022    |                    |
| 9.  | Сєднєв Дмитро (рос. Седнев Дмитрий)                                      | лейтенант                                           |                 | 22.04.2022    |                    |
| 10. | Камаєв Антон Сергійович (рос. Камаев Антон Сергеевич)                    | капітан                                             | 24.07.1989      | до 28.04.2022 |                    |
| 11. | Друговськой Юрій Сергійович (рос. Друговской Юрий Сергеевич)             | сержант                                             | 1982            | до 02.05.2022 |                    |
| 12. | Блінченко Дмитро Михайлович (рос. Блинченко Дмитрий Михайлович)          | єфрейтор                                            | 24.05.1996      | 30.05.2022    |                    |
| 13. | Прокопович Артем (рос. Прокопович Артём)                                 | лейтенант                                           |                 | до 07.06.2022 |                    |
| 14. | Патрашку Олександр Олександрович (рос. Патрашку Александр Александрович) | єфрейтор                                            | 22.01.2001      | 03.09.2022    |                    |
| 15. | Кутявін Михайло (рос. Кутявин Михаил)                                    | лейтенант                                           |                 | 18.10.2022    | Херсонська область |
| 16. | Нєбиков Віктор (рос. Небыков Виктор)                                     | єфрейтор                                            |                 | до 14.12.2022 |                    |
| 17. | Суворов Ігор Леонідович (рос. Суворов Игорь Леонидович)                  | полковник                                           |                 | 06.02.2023    | Валуйки            |
| 18. | Кочкарьов Павло Аланович (рос. Кочкарев Павел Аланович)                  |                                                     | 15.03.1994      | 14.10.2023    |                    |
| 19. | Ібремпашаєв Роман Відадович (рос. Ибремпашаев Роман Видадович)           | сержант                                             | 25.06.1994      | 14.10.2023    |                    |
| 20. | Оксаниченко Денис Анатолійович (рос. Оксаниченко Денис Анатольевич)      | рядовий                                             | 24.02.1986      | 10.05.2024    |                    |
| 21. | Смоленцев Олексій Володимирович (рос. Смоленцев Алексей Владимирович)    | рядовий                                             | 16.09.1984      | 08.06.2024    |                    |